# 광신대학교
광신대학교(光神大學校, Kwangshin University)는 대한민국 광주광역시 북구에 있는 사립 대학이다. 개혁주의 보수 성향의 신학 배경을 지닌 신학대학원이 있다.

## 연혁
- 1954년 10월 21일 : 광주광역시에 신학교 설립
- 1965년 3월 4일 : 대한예수교장로회 산하 광주신학교로 교명 확정
- 1990년 8월 25일 : 광주광역시 북구 현 교사로 이전
- 1993년 2월 11일 : 4년제 대학 학력 인정 학교 지정
- 1996년 12월 11일 : 광신대학교 개편
- 2003년 11월 3일 : 해원기념중앙도서관 신축 이전
- 2010년 : 교육과학기술부 선정 학자금대출제한대학[1]

## 교육편제

### 학부
다음은 2025년 기준 광신대학교의 학부 과정 일람이다. 분류는 가독성을 위해 임의로 나눈 것이다.
| 인문사회                                                  | 예체능                                     |
| --------------------------------------------------------- | ------------------------------------------ |
| - 신학과 - 복지상담융합학부 - 유아교육과 - 한국어교육학과 | - 음악학부 - 음악학 전공 - 실용음악학 전공 |

### 대학원
광신대학교 대학원은 일반대학원 1개원, 특수대학원 5개원을 설립하여, 석·박사 과정을 제공하고 있다.
- 일반대학원
- 특수대학원
  - 신학대학원
  - 상담치료대학원
  - 사회복지대학원
  - 국제대학원
  - 음악대학원